# Wipper unterhalb Wippra
Die Wipper unterhalb Wippra ist ein FFH-Gebiet in den Städten Sangerhausen, Mansfeld und Arnstein im Landkreis Mansfeld-Südharz und den Städten Aschersleben, Güsten, Bernburg (Saale) und den Gemeinden Giersleben und Ilberstedt im Salzlandkreis in Sachsen-Anhalt.

## Allgemeines
Das FFH-Gebiet ist circa 80 Hektar groß. Es besteht aus linienhaften Teilen mit einer Gesamtlänge von circa 53 km sowie einem flächenhaften Teil mit einer Größe von circa 25 Hektar. Es umfasst das Naturschutzgebiet „Schierstedter Busch“, überlagert sich mit den Landschaftsschutzgebieten „Harz“, „Wipperniederung“ und „Saale“ und grenzt an die FFH-Gebiete „Wipper im Ostharz“ und „Auenwälder bei Plötzkau“. Das FFH-Gebiet ist durch die Landesverordnung zur Unterschutzstellung der Natura 2000-Gebiete im Land Sachsen-Anhalt (N2000-LVO LSA) seit dem 21. Dezember 2018 rechtlich gesichert. Zuständige untere Naturschutzbehörden sind der Landkreis Mansfeld-Südharz und der Salzlandkreis.

## Beschreibung
Das FFH-Gebiet erstreckt sich entlang der Wipper von Wippra bis Mansfeld – dieser Abschnitt liegt im Naturpark Harz/Sachsen-Anhalt (Mansfelder Land) – und von Wiederstedt bis kurz vor die Mündung der Wipper in die Saale bei Bernburg (Saale) – wobei dieser Abschnitt bei Osmarsleben, einem Ortsteil von Güsten, in den Naturpark Unteres Saaletal eintritt. Zwischen Mansfeld und Wiederstedt ist das FFH-Gebiet unterbrochen, ebenso wie auf den letzten wenigen 100 Metern kurz vor der Mündung in die Saale. Die Wipper beherbergt im Harzbereich Wasserstern-Fluthahnenfuß-Gesellschaften mit Flutendem Hahnenfuß, Bachbunge und Sumpfwasserstern, die im Harzvorland allmählich durch Igelkolben-Kammlaichkraut-Gesellschaften abgelöst werden. Die Wipper wird auf ihrer gesamten Länge überwiegend von Gehölzen begleitet. Oft handelt es sich um relativ schmale Säume aus Schwarzerle, Gemeiner Esche, Stieleiche und Hypbridpappeln. Im Bereich des Schierstedter Busches ist ein Auwald mit Flatterulme, Hängebirke, Grauweide, Bruchweide und verschiedenen Ahornarten ausgebildet. An gehölzfreien Abschnitten der Wipper sind feuchte Hochstaudenfluren ausgebildet. Im Harzbereich werden diese unter anderem von Behaartem Kälberkropf, Großem Springkraut und Trollblume gebildet, während sie im Harzvorland unter anderem von Knoblauchsrauke, Schwanenblume und Hopfen gebildet werden. Dazu gesellen sich Neophyten wie das Drüsige Springkraut und die Kanadische Goldrute. Nur sehr kleinflächig sind im Wippertal magere Flachlandmähwiesen erhalten. Hier siedeln Glatthafer, Wilde Möhre und Pastinak.
Das Gebiet ist Lebensraum bzw. Jagdhabitat für die Fledermausarten Großes Mausohr, Große und Kleine Bartfledermaus, Wasser-, Fransen-, Rauhaut-, Zwerg- und Mückenfledermaus. Weiterhin beherbergt es Vorkommen von Berg- und Fadenmolch. Die Wipper beherbergt Vorkommen von Groppe und Bachneunauge.